# Frank Johnson
Frank Johnson foi um treinador de basquetebol do Phoenix Suns.